# Wahl zur London-Versammlung 2016

Zusammensetzung der London-Versammlung nach der Wahl:

Die Wahlen zur Londoner Versammlung 2016 fanden am 5. Mai 2016 statt, um die Mitglieder der Londoner Versammlung zu wählen. Sie fand am selben Tag wie die Londoner Bürgermeisterwahl und die Kommunalwahlen im Vereinigten Königreich statt. In der letzten Vollversammlung waren vier Parteien: die Londoner Labour-Partei unter Führung von Len Duvall, die Londoner Konservativen unter Führung von Gareth Bacon, die Londoner Grünen unter Führung von Siân Berry und die Londoner Liberaldemokraten unter Führung von Caroline Pidgeon. Labour erhielt bei den Wahlen zur Londoner Versammlung die meisten Stimmen, die jemals für eine Partei abgegeben wurden, und war damit die erste Partei, die mehr als eine Million Stimmen erhielt. Obwohl sie Merton und Wandsworth von den Konservativen gewannen, ging ihr regionaler Stimmenanteil um 0,8 % zurück, und sie schlossen mit 12 Uhr morgens ab, genauso wie 2012. Die Konservative Partei gewann nur 8 Sitze in der Versammlung, ihre bisher schlechteste Leistung bei den Wahlen zur Londoner Versammlung. Die Grüne Partei behielt ihre zwei Mitglieder der Versammlung, obwohl ihr Anteil von 8,0 % der regionalen Stimmen das schlechteste Ergebnis aller Zeiten darstellte, und die UKIP kehrte zum ersten Mal seit der Wahl 2004 in die Londoner Versammlung zurück. Die Liberalen Demokraten wählten nur 1 Uhr morgens, ihr schlechtestes Ergebnis aller Zeiten. Von den kleineren Parteien war die neu gegründete Partei für die Gleichstellung der Frau mit 91. 772 Stimmen (3,51 %) auf der regionalen Liste am erfolgreichsten, die ihnen keinen Anspruch auf Mitgliedschaft in der Versammlung einräumte, da die Schwelle für die Vertretung bei 5 % der regionalen Stimmen liegt. Keine andere befragte Partei lag über 2 %.

## Wahl
Das verwendete Wahlsystem wird als „Additional Member System“; bezeichnet. Es gibt 14 Wahlbezirke, die jeweils ein Mitglied wählen. Diese Sitze wurden nur von der Arbeiterpartei oder der Konservativen Partei gewonnen. Die restlichen 11 Sitze werden durch eine zweite Abstimmung nach einer modifizierten D'Hondt-Methode der geschlossenen Liste mit einer Mindestschwelle von 5 % verteilt. Diese Sitze haben auch andere Parteien gewonnen, nämlich die Grünen, die Liberaldemokraten und die UKIP sowie in der Vergangenheit die britische Nationalpartei. Das Gesamtergebnis ist ein Kompromissversuch zwischen der Wahlkreisvertretung und dem Londoner Verhältniswahlrecht. Diejenigen, die wahlberechtigt waren, mussten vor dem 19. April 2016 zur Wahl registriert werden, um an dieser Wahl teilnehmen zu können.

## Ergebnis
|        | Labour                 | 1.138.576 | 43,5 %  | ▲1,2 % | 9  | ▲1  | 1.054.801 | 40,3 %  | ▼0,8 % | 3  | ▼1  | 12 | ▬   | 48,0 %  |
|        | Conservatives          | 812.415   | 31,1 %  | ▼1,6 % | 5  | ▼1  | 764.230   | 29,2 %  | ▼2,8 % | 3  | ▬   | 8  | ▼1  | 32,0 %  |
|        | Greens                 | 236.809   | 9,1 %   | ▲0,5 % | 0  | ▬   | 207.959   | 8,0 %   | ▼0,5 % | 2  | ▬   | 2  | ▬   | 8,0 %   |
|        | UKIP                   | 199.448   | 7,6 %   | ▲3,3 % | 0  | ▬   | 171.069   | 6,5 %   | ▲2,0 % | 2  | ▲2  | 2  | ▲2  | 8,0 %   |
|        | Liberal Democrats      | 195.820   | 7,5 %   | ▼1,3 % | 0  | ▬   | 165.580   | 6,3 %   | ▼0,5 % | 1  | ▼1  | 1  | ▼1  | 4,0 %   |
|        | Women’s Equality Party | –         | –       | –      | –  | –   | 91.772    | 3,5 %   | Neu    | 0  | Neu | 0  | Neu | 0,0 %   |
|        | Respect                | 16.960    | 0,6 %   | Neu    | 0  | Neu | 41.324    | 1,6 %   | Neu    | 0  | Neu | 0  | Neu | 0,0 %   |
|        | Britain First          | –         | –       | –      | –  | –   | 39.071    | 1,5 %   | Neu    | 0  | Neu | 0  | Neu | 0,0 %   |
|        | CPA                    | –         | –       | –      | –  | –   | 27.172    | 1,0 %   | ▼0,8 % | 0  | ▬   | 0  | ▬   | 0,0 %   |
|        | Animal Welfare         | –         | –       | –      | –  | –   | 25.810    | 1,0 %   | Neu    | 0  | Neu | 0  | Neu | 0,0 %   |
|        | BNP                    | –         | –       | –      | –  | –   | 15.833    | 0,6 %   | ▼1,5 % | 0  | ▬   | 0  | ▬   | 0,0 %   |
|        | The House Party        | –         | –       | –      | –  | –   | 11,055    | 0,4 %   | ▬      | 0  | ▬   | 0  | ▬   | 0,0 %   |
|        | All People’s Party     | 6.991     | 0,3 %   | Neu    | 0  | Neu | –         | –       | –      | –  | –   | 0  | Neu | 0,0 %   |
|        | Socialist (GB)         | 3.691     | 0,1 %   | ▼0,1 % | 0  | ▬   | –         | –       | –      | –  | –   | 0  | ▬   | 0,0 %   |
|        | Take Back the City     | 1,368     | 0,1 %   | Neu    | 0  | Neu | –         | –       | –      | –  | –   | 0  | Neu | 0,0 %   |
|        | Thamilini Kulendran    | 1.142     | 0,0 %   | ▼0,3 % | 0  | ▬   | –         | –       | –      | –  | –   | 0  | ▬   | 0,0 %   |
|        | Communist League       | 536       | 0,0 %   | ▼0,1 % | 0  | ▬   | –         | –       | –      | –  | –   | 0  | ▬   | 0,0 %   |
| Gesamt | Gesamt                 | 2.614.862 | 100,0 % |        | 14 |     | 2.615.676 | 100,0 % |        | 11 |     | 25 |     | 100,0 % |